# سارا تئوتینگ
سارا تئوتینگ (انگلیسی: Sarah Tueting؛ زادهٔ ۲۶ آوریل ۱۹۷۶) بازیکن هاکی روی یخ اهل ایالات متحده آمریکا بود.